# Methanolobus tindarius
Methanolobus tindarius es una especie de arquea metanógena mesófilas. Sus células tienen forma de coco lobales y tienen un flagelo. Fue aislado a partir de sedimentos costeros.

## Otras lecturas
- Westenberg DJ, Braune A, Ruppert C, etal (January 1999). «The F420H2-dehydrogenase from Methanolobus tindarius: cloning of the ffd operon and expression of the genes in Escherichia coli». FEMS Microbiology Letters 170 (2): 389-98. PMID 9933933. doi:10.1111/j.1574-6968.1999.tb13399.x.
- HAASE, Peter; DEPPENMEIER, Uwe; BLAUT, Michael; GOTTSCHALK, Gerhard (1992). «Purification and characterization of F420H2-dehydrogenase from Methanolobus tindarius». European Journal of Biochemistry 203 (3): 527-531. ISSN 0014-2956. doi:10.1111/j.1432-1033.1992.tb16579.x.
- Scheel, E.; Schafer, G. (14 de febrero de 1990). «Chemiosmotic Energy Conversion and the Membrane Atpse of Methanolobus-Tindarius». European Journal of Biochemistry 187 (3): 727-735. PMID 2137410. doi:10.1111/j.1432-1033.1990.tb15360.x.